# Ceromitia praetexta
Ceromitia praetexta là một loài bướm đêm thuộc họ Adelidae. Loài này có ở Nam Phi.